# Jazda wielbłądzia

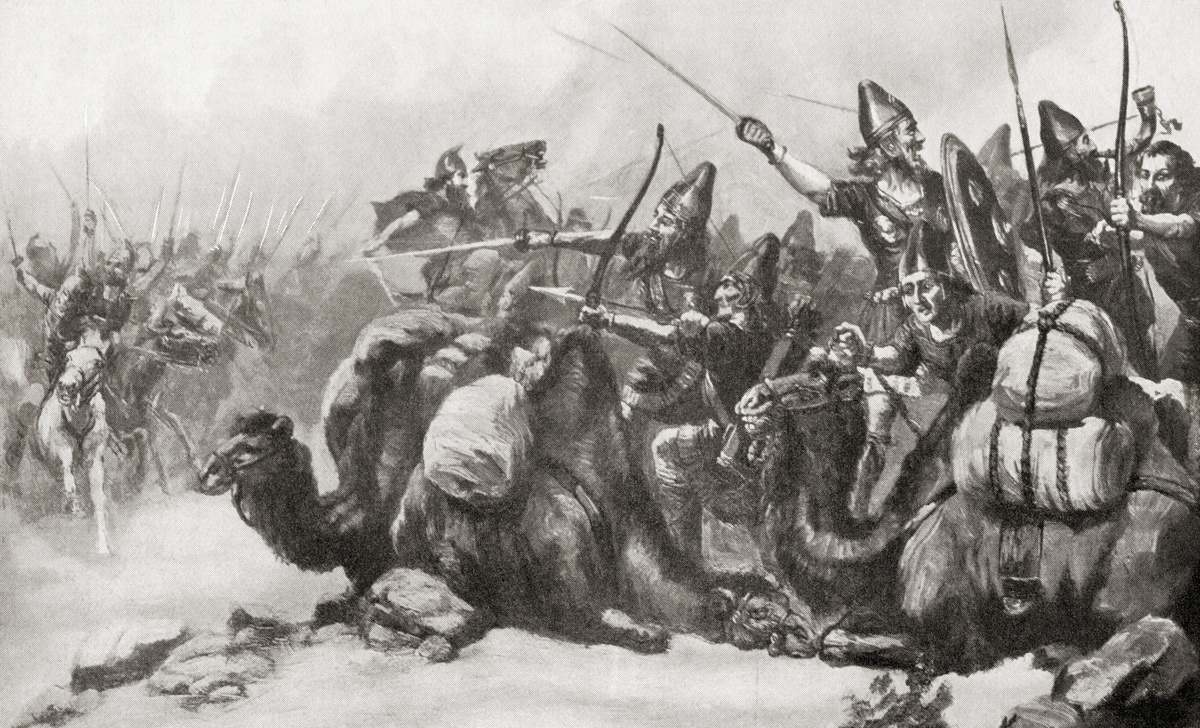
Bitwa pod Thymbrą w 547 roku p.n.e. z udziałem wielbłądów

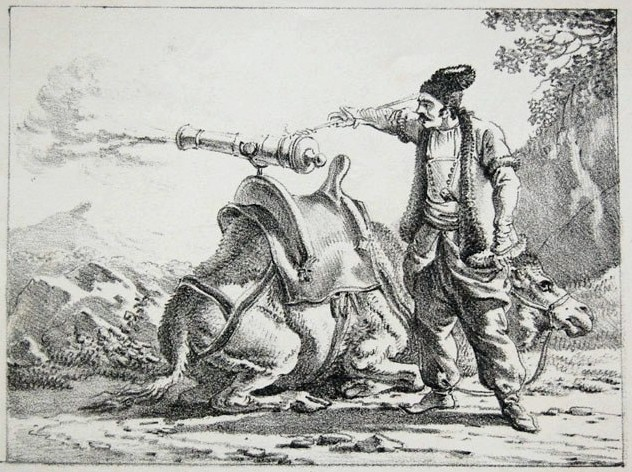
Perski zamburak na rysunku Aleksandra Orłowskiego

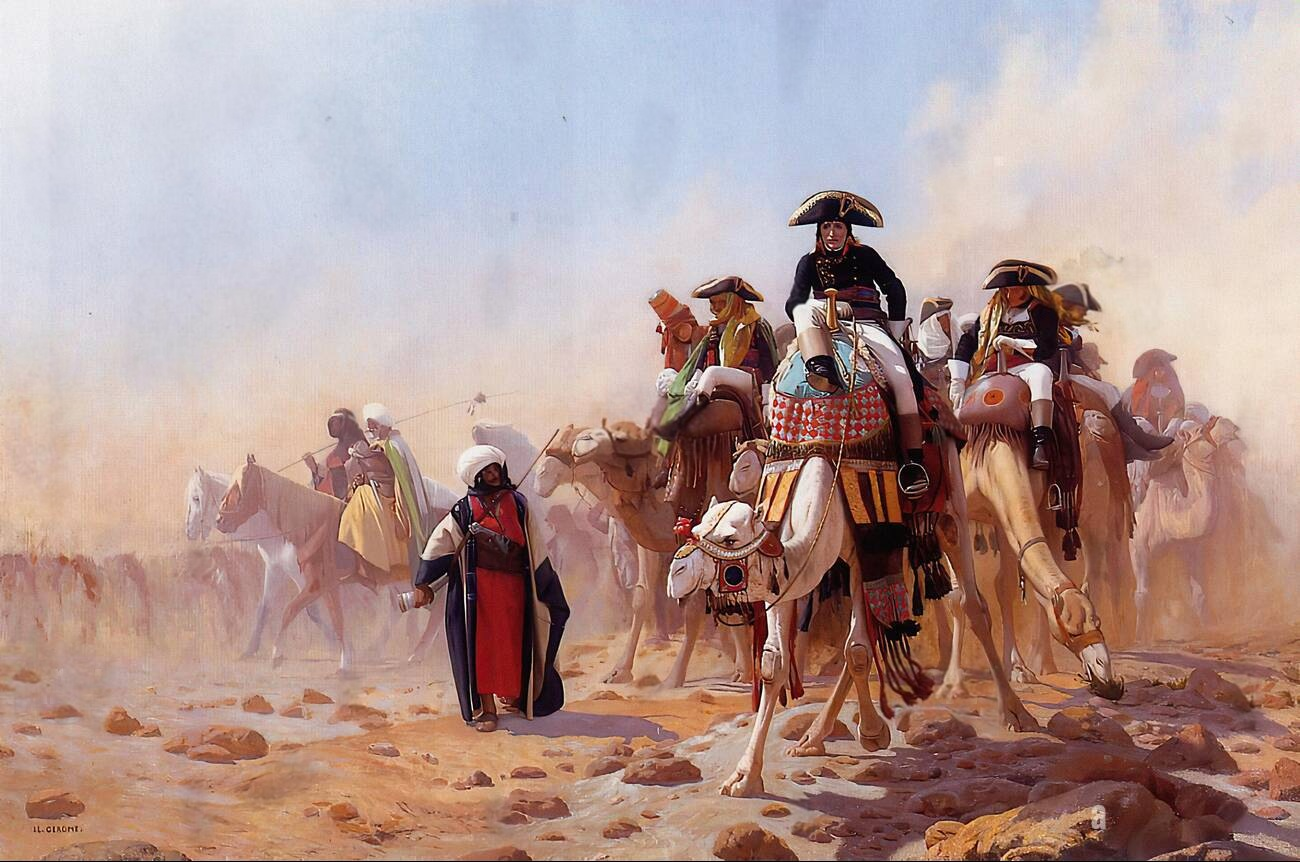
Napoleon i jego świta na wielbłądach podczas wyprawy do Egiptu (1798–1801)

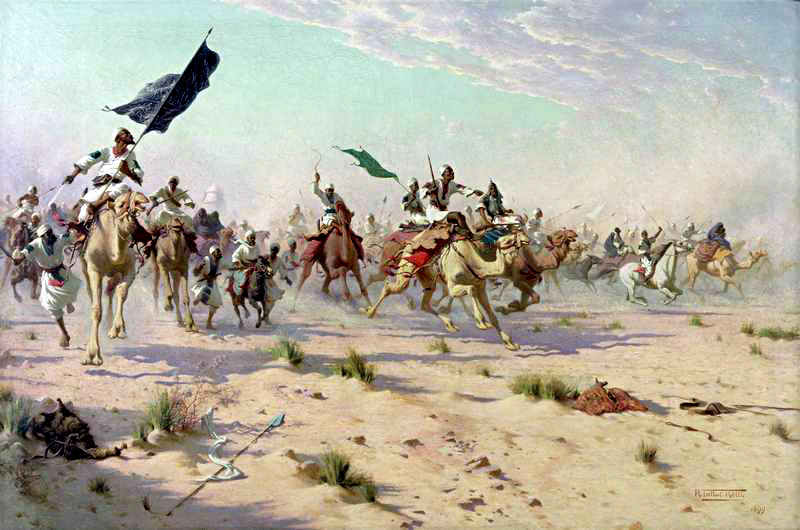
Szarża wielbłądów w bitwie pod Omdurmanem w 1898 roku

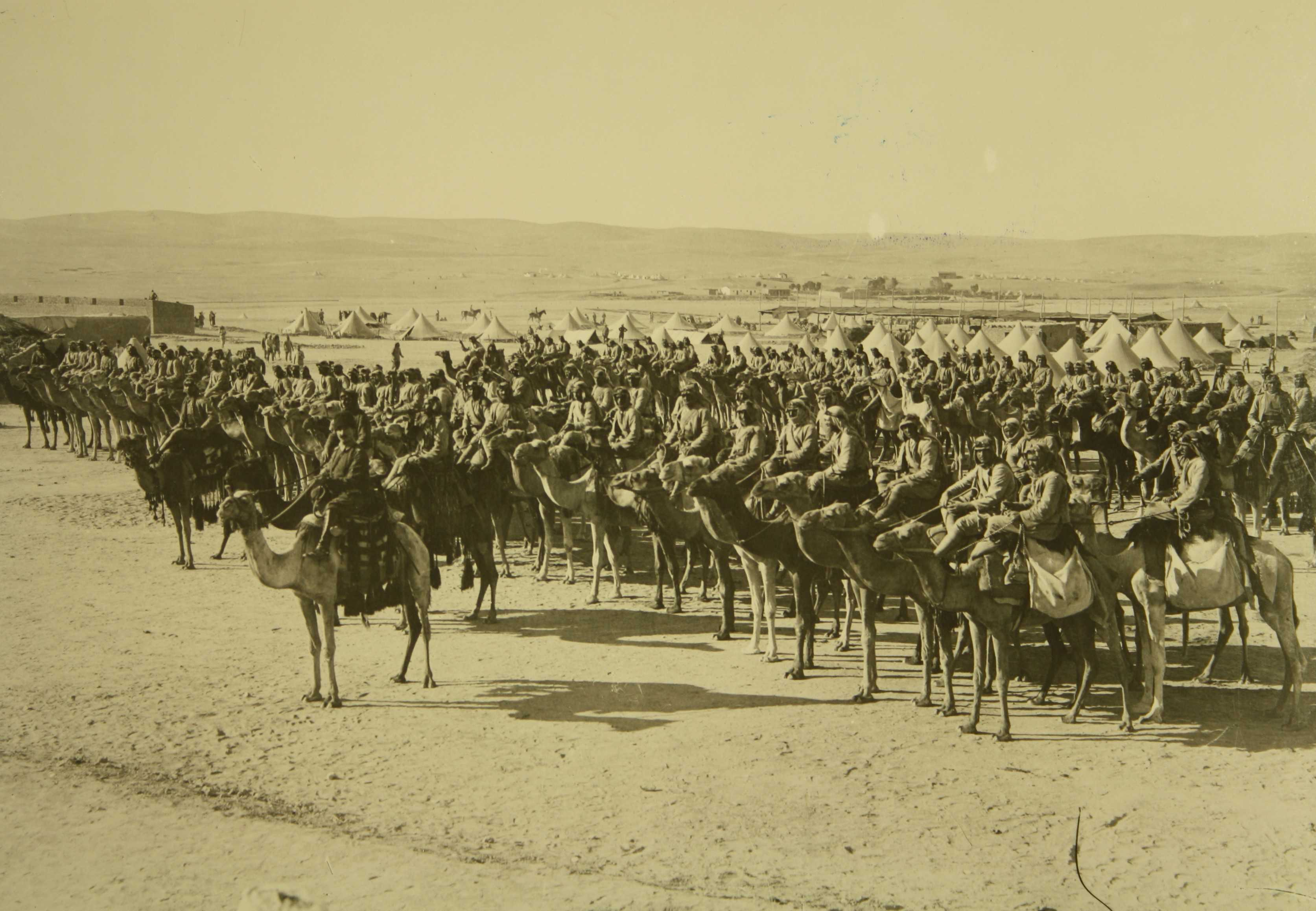
Żołnierze osmańscy na wielbłądach podczas I wojny światowej

Jazda wielbłądzia – ogólne określenie sił zbrojnych wykorzystujących wielbłądy jako środek transportu oraz wojowników lub żołnierzy tego typu walczących włócznią, łukiem lub karabinem siedząc na wielbłądzie.
Jazda na wielbłądach była powszechnym elementem działań wojennych na pustyniach w historii Afryki i Bliskiego Wschodu, częściowo ze względu na wysoki poziom zdolności adaptacyjnych tych zwierząt. Wielbłądy były lepiej przystosowane do pracy i przetrwania w suchym i bezwodnym środowisku niż konie konwencjonalnej kawalerii.

## Starożytność
Pierwszym odnotowanym użyciem wielbłąda jako zwierzęcia wojskowego była bitwa pod Karkar w 853 roku p.n.e., podczas której arabski król Gindibu, podobno wykorzystał aż 1000 wielbłądów. Późniejszy przypadek miał miejsce w bitwie pod Thymbrą w 547 roku p.n.e., stoczonej między Cyrusem Wielkim z Persji i Krezusem z Lidii. Według greckiego pisarza, historyka i żołnierza Ksenofonta liczebność kawalerii Cyrusa wynosiła nawet sześć do jednego. Działając na podstawie informacji od jednego ze swoich generałów, że konie lidyjskie unikają wielbłądów, Cyrus uformował wielbłądy ze swojej zaopatrzeniowej karawany w doraźny korpus z uzbrojonymi jeźdźcami. Chociaż wielbłądy nie były technicznie używane jako kawaleria, to ich zapach i wygląd miały kluczowe znaczenie dla paniki na wierzchowcach kawalerii lidyjskiej i odwrócenia bitwy na korzyść Cyrusa.
Ponad sześćdziesiąt lat później perski król Kserkses I zwerbował dużą liczbę arabskich najemników do swojej ogromnej armii podczas II wojny perskiej (480–449 p.n.e.), z których wszyscy byli wyposażeni w łuki i dosiadali wielbłądów. Zatrudnieni przeciwko koczowniczym plemionom Arabii i Syrii, najemnicy na wielbłądach w służbie Persów walczyli jako łucznicy w potyczkach, czasami siedząc we dwóch na jednym wielbłądzie.
Według greckiego historyka Herodiana, król Partów Artabanus IV zatrudniał oddział złożony z ciężko opancerzonych żołnierzy wyposażonych we włócznie zwane kontos i jeżdżących na wielbłądach. W roku 217 Artabanus IV wykorzystał wielbłądy w bitwie pod Nisibis przeciwko cesarzowi rzymskiemu Makrynusowi.
Cesarstwo Rzymskie korzystało z miejscowych jeźdźców na wielbłądach wzdłuż granicy arabskiej w II wieku. Pierwszym z nich był Ala I Ulpia Dromoedariorum Palmyrenorum, zwerbowany w Palmyrze przez cesarza Trajana. Arabskie oddziały na wielbłądach lub dromedarii były wykorzystywane w okresie późnego Cesarstwa do eskorty, jako pustynna policja i do zadań zwiadowczych. 

## Okres przedislamski i podboje arabskie
Wielbłąd był używany jako wierzchowiec wojskowy przez cywilizacje przedislamskie na Półwyspie Arabskim. Już w I wieku naszej ery armie Nabatejczyków i Palmireńczyków zatrudniały piechotę na wielbłądach i łuczników rekrutowanych z koczowniczych plemion pochodzenia arabskiego; zazwyczaj takie oddziały zsiadały z wielbłądów i walczyły pieszo. W początkowych kampaniach proroka Mahometa i jego zwolenników wielokrotnie używano wielbłądów. W roku 656 doszło do Bitwy Wielbłądziej w pobliżu Basry. Arabowie używali piechoty na wielbłądach, aby wymanewrować swoich sasanidzkich i bizantyńskich wrogów podczas podbojów arabskich.

## Nowożytność

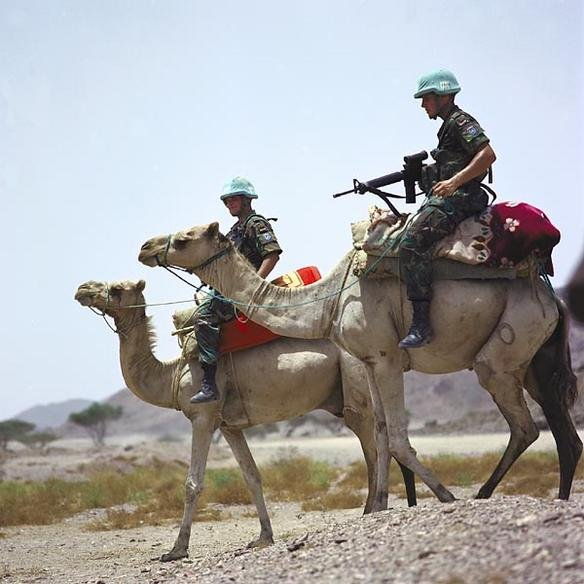
Żołnierze ONZ patrolujący strefę demarkacyjną ustanowioną w Erytrei, podczas Misji Organizacji Narodów Zjednoczonych Etiopii i Erytrei (UNMEE).

Cesarz Francuzów Napoleon I zatrudnił korpus wielbłądów podczas swojej wyprawy do Egiptu (1798–1801). W połowie XIX wieku Amerykanie utworzyli eksperymentalny United States Camel Corps, ale z powodu wybuchu wojny secesyjnej (1861–1865), jednostkę rozwiązano. Pod koniec XIX i w XX wieku oddziały wielbłądów wykorzystywane były do zadań policyjnych i patroli na pustyniach w europejskich armiach kolonialnych.
Egipski Korpus Wielbłądów pod dowództwem brytyjskim odegrał znaczącą rolę w bitwie pod Omdurmanem w 1898 roku, podczas powstania Mahdiego (1881–1899). Siły zbrojne Imperium Osmańskiego utrzymywały oddziały wielbłądów zarówno przed, jak i podczas I wojny światowej.
Włosi używali wielbłądów w swojej kolonii Somali Włoskim, głównie do patroli granicznych w latach 20. i 30. XX wieku. Wchodzące w skład Tropas Nomades del Sahara jednostki jeźdźców na wielbłądach miały ograniczoną lokalną rolę w hiszpańskiej wojnie domowej (1936–1939). Wielbłądy wykorzystywane były także podczas II wojny światowej, między innymi przez Brytyjczyków (Wielbłądzi Korpus Somalilandu, Sudańskie Siły Obronne).